# 只木良也
只木良也（ただき よしや、1933年6月13日 - ）は、日本の森林生態学者、名古屋大学名誉教授、京都府立林業大学校名誉校長、国民森林会議顧問。

## 略歴
京都市出身。1956年京都大学農学部林学科卒、61年同大学院博士課程修了、「数量的間伐に関する生態学的研究」で農学博士の学位を取得。四手井綱英に師事。61年農林省林業試験場、70年同調査部企画室長、73年同造林部造林第二研究室長、1978年信州大学理学部教授に転じ、1991年名古屋大学農学部教授、97年定年退官、名誉教授。プレック研究所生態研究センター長。国民森林会議顧問。86年読売農学賞を「森林生態系の物質生産構造及び環境保全機能に関する研究」で受賞。2012年より同年に設立された京都府立林業大学校初代校長、21年退任、名誉校長。専攻は森林生態学。

## 著書
- 『林分密度管理の基礎と応用』日本林業技術協会 1969
- 『森の生態』共立出版（生態学への招待）1971
- 『森林と人間』小峰書店（自然科学シリーズ）1976
- 『森の文化史』1981 講談社現代新書 のち講談社学術文庫
- 『森と人間の文化史』日本放送出版協会（NHKブックス）1988
- 『森林はなぜ必要か』小峰書店（環境と人間 2）1992
- 『日本の森林』草土文化（日本列島の健康診断 1）1993
- 『大気と森』松井光瑶編 文研出版（君たちに伝えておきたい!森からみる地球の未来）1996
- 『森林環境科学』朝倉書店 1996
- 『ことわざの生態学 森・人・環境考』1997 丸善ブックス 1997
- 『森の文化史』講談社 2004
- 『新版　森と人間の文化史』NHK出版　2010
- 『新装版　ことわざの生態学―森・人・環境考』丸善 2020

### 共編著
- 『森 そのしくみとはたらき』赤井竜男共編著 共立出版（科学ブックス）1974
- 『みどり 緑地環境論』編著 共立出版 1981
- 『ヒトと森林 森林の環境調節作用』吉良竜夫共編 共立出版 1982
- 『未来の森 森があぶない』只木良也 [ほか]特別講師,橋本勝絵,カマル社企画・編集 ぎょうせい（地球大百科生きている森）1989
- 『木曽ひのき』只木良也 [ほか]著 林土連研究社 1997

### 日本語訳 監修
- 『森と生きもの　―再生を続ける森と動植物の生態を模型断面でみる』ディヴィッド・バーニー著 丸善（しくみ発見博物館11） 1999

## 論文
- <只木良也